# Francesco Hayez
Francesco Hayez (født 11. februar 1791 i Venedig, død 11. februar 1882 i Milano) var en italiensk romantisk maler. Francesco Hayez signerede ikke sine malerier og malede ofte samme motiv mange gange.
- Selvportræt af Francesco Hayez
- Francesco Hayez: Odalisk (1867). Pinacoteca di Brera, Milano.